# 台湾菖蒲螺
台湾菖蒲螺（学名：Vexillum formosae），是新腹足目蛹笔螺科蛹笔螺属的一种。主要分布于中国大陆，常栖息在潮下带。